# Barbie Dreamhouse

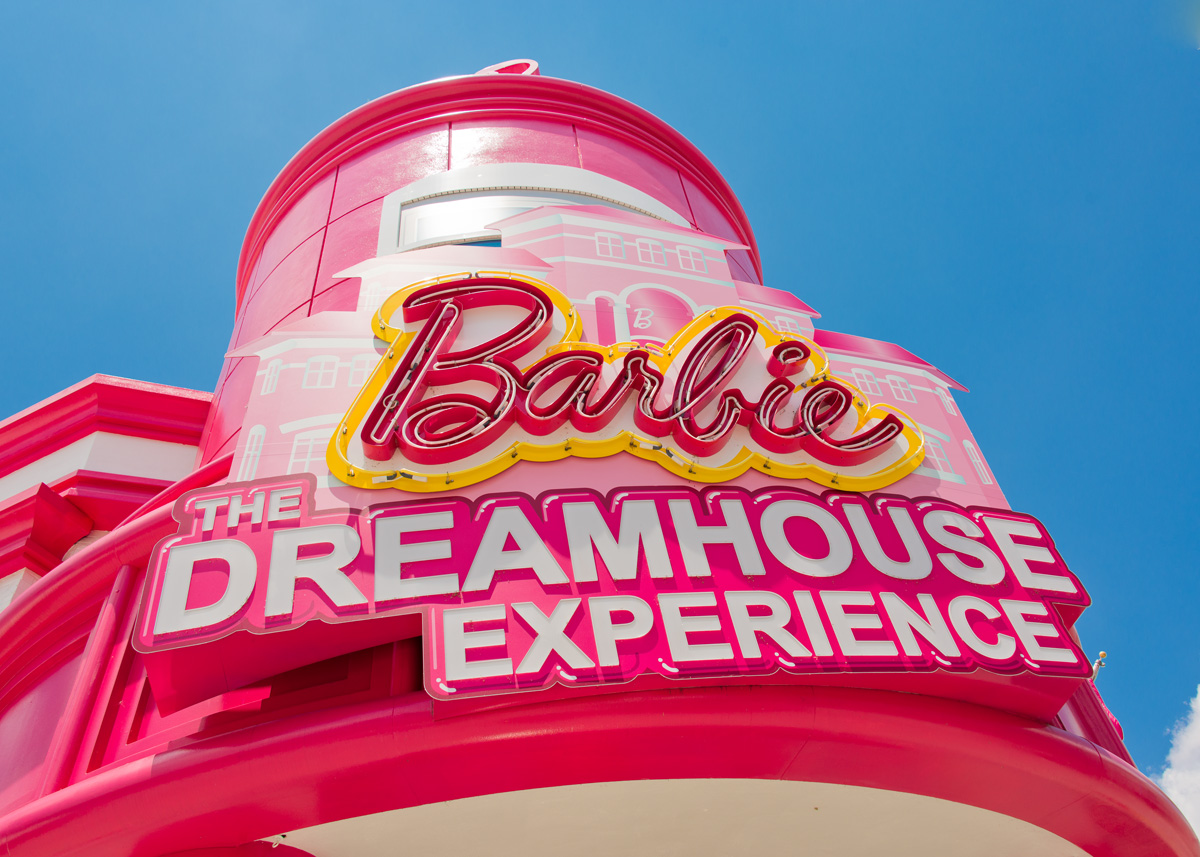
Barbie Dreamhouse

Barbie Dreamhouse ist ein Puppenhaus, das 1962 von Mattel eingeführt wurde. Im Laufe der Jahre wurde das Dreamhouse mehrfach grundlegend modifiziert. Seit 2006 ist das Haus dreistöckig und mit einem Aufzug und einer Rutsche ausgestattet.
Dreamhouses sind so gestaltet, dass sie „architektonisch unglaubwürdig“ sind, so Carol Spencer (* 1932), die von 1963 bis 1999 Barbies Outfits entwarf. Laut Lisa McKnight, der globalen Leiterin des Barbie- und Puppenportfolios von Mattel, „kaufen Dreamhouse-Besitzer doppelt so viele Barbie-Spielzeuge wie Nicht-Dreamhouse-Besitzer.“

## Modelle
Mattel brachte das Traumhaus 1962 heraus, drei Jahre nachdem Barbie auf den Markt kam. Das erste Traumhaus hatte nur einen Raum, war aus Pappe und möbliert mit Pappmöbeln. Es war zusammengefaltet verpackt in einem Koffer aus Pappe mit den Maßen 84 × 66 × 40 cm und mit einem Tragegriff. Der Koffer war bemalt als Bungalow. Es gab zwei Einbauschränke, einen Fernseher, einen Plattenspieler, aber weder Küche noch Toilette. Die Farbe Rosa spielte noch keine Rolle. In ihrem ausführlichen Essay über die Barbie-Traumhäuser bezeichnet Claudia Ross das Modell von 1962 als das erste, das sich auf den Modernismus der Westküste bezieht. „Keine stickig-viktorianische Puppenhaus-Atmosphäre“ mehr, stellt sie fest, sondern offene, transparente Strukturen, die mehr an Mies van der Rohes Farnsworth House, als an Balmoral erinnern: das Appartement einer modernen, unabhängigen, jungen Frau. Dieses Dreamhouse wurde 2012 im Los Angeles County Museum of Art im Rahmen der Ausstellung  California Design, 1930–1965: Living in a Modern Way gezeigt.
Das zwei Jahre später produzierte Barbie New Dreamhouse hat immer noch die Form eines Bungalows, ausgestattet ist es mit einem Wohnzimmer mit Gardinen und Schabracke, einer Küchenzeile und einem rosa tapezierten Schlafzimmer. Die modernistische Möblierung des ersten Modells wurde durch Möbel im Landhausstil bzw. sogenannte Stilmöbel ersetzt.
1974 war das Barbie Traumhaus ein Stadthaus aus Platikmaterial mit drei Stockwerken und sechs Räumen. 1979, als die Städte schrumpften, war das Haus ein vorstädtisch anmutendes eingeschossiges Haus mit einem ausgebauten Dachgeschoss und einem hohen Satteldach. Das Haus hatte sechs Räume und war modular aufgebaut, was bedeutete, dass Kinder die Räume auseinandernehmen und neu anordnen konnten.
Das Magical Mansion von 1990 ist zweistöckig, orientiert sich an der Colonial-Revival-Architektur, hat Rundbogenfenster, klassizistische Säulen und Balustraden. Es ist ausgestattet mit einem Telefon, elektrischer Türklingel, offenem Kamin und Kronleuchter. Die dominierende Farbe ist Rosa. Mit den Maßen von ca. 198 × 116 × 60 cm ist es das größte bisher produzierte Dreamhouse.
2008 blieb das Haus rosa, nahm aber wieder die Form eines dreistöckigen Stadthauses an, das 1974 entworfen wurde.
Das Barbie New Dream House von 2021 besteht aus pastellfarbigem Plastik, ist 110 cm hoch, dreistöckig, hat 10 Räume, eine Dachterrasse, einen Lift, eine Rutsche und einen Pool.

## Rezeption, Vermarktung

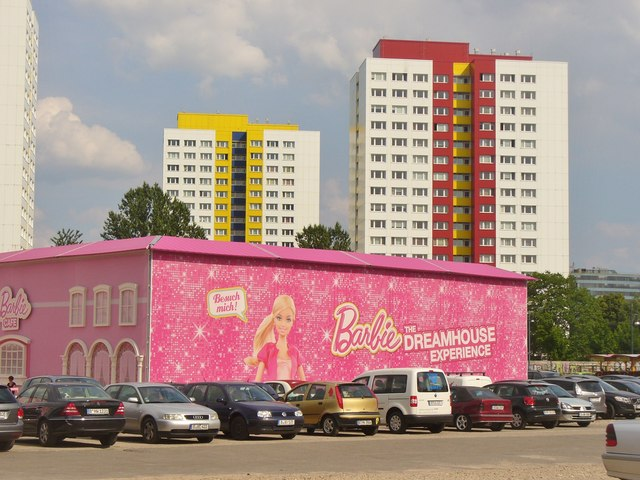
Barbie-Dreamhouse in Berlin, 2013

Im August 2013 eröffneten in der Sawgrass Mills mall in Sunrise/Florida Barbie The Dreamhouse Experience und in Berlin auf dem Gelände eines Kaufhauses hinter dem Alexanderplatz das Barbie-Dreamhouse. Die Berliner Show wurde bereits einen Monat später wieder abgebaut. Die Halle hatte sieben Räume auf 1400 m² Grundfläche, alle in dominierendem Pink und mit einer kaum zu überblickenden Menge von Barbie-Puppen und Barbie-Accessoires, das meiste hinter Glasscheiben vor Zugriff gesichert. In der als interaktive Show vermarkteten Ausstellung konnten die Kinder nur wenige Objekte berühren und nicht mit den Puppen spielen.
Die Ausstellung in Berlin war schon im Vorfeld von Protesten feministischer Gruppen begleitet, die „gegen ein auf Aussehen, Konsum und Backen beschränktes Frauenbild protestieren“, wie Judith Lier von der Süddeutschen Zeitung schreibt.
Von 2024 bis 2025 fand im Design Museum London die Ausstellung Barbie®: The Exhibition aus Anlass des 65-jährigen Bestehens der Marke statt. In der umfassenden Show wurde die Entwicklung der Marke Barbie über die vergangenen 65 Jahre dokumentiert. Die Kuratoren gaben Einblick in den Designprozess bei Mattel und reflektieren, inwieweit Mattel mit seinen Barbie-Produkten, zu denen auch das Dreamhouse zählt, auf soziale Veränderungen in der Gesellschaft reagiert hat.
Eine weitere Ausstellung im Rahmen des Londoner Designfestivals 2024 ergänzte die Ausstellung des Design-Museums. „Pavilions of Wonder“ waren drei interaktive Pavillons der dänischen Designerin Nina Tolstrup. Toltrup setzte sich hier mit der Architektur von Wohnhäusern in Greater Palm Springs auseinander, das damals als „iconisches Zentrum modernistischer Architektur um die Mitte des 20. Jahrhunderts galt“. Sie demonstriert, wie das D5 Design Magazine schreibt, u. a. die „[...] verflochtene Zusammenfügung des lebendigen Geistes des Barbie DreamHouse mit der Greater Palm Springs icononischen Architektur um die Mitte des Jahrhunderts und dessen Einfluss auf Barbies Wohnungseinrichtung.“